# Helina australis
Helina australis este o specie de muște din genul Helina, familia Muscidae, descrisă de Carvalho și Adrian C. Pont în anul 1993. Conform Catalogue of Life specia Helina australis nu are subspecii cunoscute.